# Список народных архитекторов СССР
Список народных архитекторов СССР
Ниже приведён полный список народных архитекторов СССР по годам присвоения звания (всего 45 человек).

## 1970—1979 годы

### 1970 год
- Бабаханов, Абдулла Бабаханович (1910—1992), советский узбекский архитектор (Указ от 20.10.1970)
- Иофан, Борис Михайлович (1891—1976), советский архитектор (Указ от 20.10.1970)
- Исраелян, Рафаел Саркисович (1908—1973), советский армянский архитектор (Указ от 20.10.1970)
- Каменский, Валентин Александрович (1907—1975), советский архитектор (Указ от 20.10.1970)
- Король, Владимир Адамович (1912—1980), советский архитектор (Указ от 20.10.1970)
- Курдиани, Арчил Григорьевич (1903—1988), советский грузинский архитектор (Указ от 20.10.1970)
- Орлов, Георгий Михайлович (1901—1985), советский архитектор, вице-президент Академии архитектуры СССР (1962—1963) (Указ от 20.10.1970)
- Посохин, Михаил Васильевич (1910—1989), советский архитектор (Указ от 20.10.1970)
- Приймак, Борис Иванович (1909—1996), советский и украинский архитектор, главный архитектор Киева (1955—1973) (Указ от 20.10.1970)
- Усейнов, Микаэль Алескерович (1905—1992), советский и азербайджанский архитектор и историк архитектуры (Указ от 20.10.1970)

### 1971 год
- Фомин, Игорь Иванович (1904—1989), советский архитектор (Указ от 03.05.1971)
- Сперанский, Сергей Борисович (1914—1983), советский архитектор (Указ от 13.10.1971)
- Чечулин, Дмитрий Николаевич (1901—1981), советский архитектор (Указ от 13.10.1971)

### 1972 год
- Баранов, Николай Варфоломеевич (1909—1989), советский российский архитектор (Указ от 26.01.1972)

### 1973 год
- Елизаров, Виктор Дмитриевич (1911—1995), украинский советский архитектор (Указ от 11.12.1973)

### 1975 год
- Симбирцев, Василий Николаевич (1901—1982), советский архитектор (Указ от 05.06.1975)
- Уллас, Николай Николаевич (1914—2009), советский архитектор (Указ от 20.08.1975)
- Ловейко, Иосиф Игнатьевич (1906—1996), советский архитектор (Указ от 28.10.1975)
- Чеканаускас, Витаутас (1930—2010), литовский архитектор (Указ от 28.10.1975)

### 1976 год
- Масляев, Вадим Ефимович (1914—1988), советский архитектор (Указ от 10.03.1976)

### 1978 год
- Алфёров, Николай Семёнович (1917—1982), советский хозяйственный и партийный деятель (Указ от 13.02.1978)
- Андреев, Виктор Семёнович (1905—1988), советский архитектор (Указ от 13.02.1978)
- Порт, Март Янович (1922—2012), эстонский архитектор (Указ от 13.02.1978)

## 1980—1989 годы

### 1980 год
- Акопян, Корюн Арутюнович (1908–1994), советский армянский архитектор (Указ от 18.01.1980)
- Полянский, Анатолий Трофимович (1928—1993), советский архитектор (Указ от 07.07.1980)
- Рубаненко, Борис Рафаилович (1910—1985), советский архитектор-градостроитель (Указ от 08.09.1980)

### 1981 год
- Адылов, Сабир Рахимович (1932—2002), узбекский архитектор (Указ от 12.08.1981)
- Заборский, Георгий Владимирович (1909—1999), советский белорусский архитектор (Указ от 11.09.1981)
- Яралов, Юрий Степанович (1911—1983), российский архитектор (Указ от 11.12.1981)

### 1983 год
- Розанов, Евгений Григорьевич (1925—2006), советский архитектор (Указ от 23.11.1983)

### 1984 год
- Ладный, Вадим Евстафьевич (1918—2011), украинский советский архитектор (Указ от 28.03.1984)
- Стамо, Евгений Николаевич (1912—1987), советский архитектор (Указ от 19.07.1984)
- Ахмедов, Абдулла Рамазанович (1929—2007), российский архитектор (Указ от 26.10.1984)
- Булдаков, Геннадий Никанорович (1924—1990), советский архитектор (Указ от 27.11.1984)

### 1987 год
- Белянкин, Геннадий Иванович (1927—2011), российский советский архитектор (Указ от 12.08.1987)

### 1988 год
- Торосян, Джим Петросович (1926—2014), советский армянский архитектор, гл. архитектор Еревана (1972—1982) (Указ от 11.02.1988)
- Белопольский, Яков Борисович (1916—1993), советский архитектор (Указ от 06.09.1988)
- Егерев, Виктор Сергеевич (1923—2016), российский архитектор (Указ от 07.09.1988)

### 1989 год
- Рожин, Игорь Евгеньевич (1908—2005), советский российский архитектор (Указ от 15.12.1989)

## 1990—1991 годы

### 1991 год
- Жук, Александр Владимирович (1917—2008), — художник-архитектор (Указ от 29.01.1991)
- Платонов, Юрий Павлович (1929—2016), российский архитектор (Указ от 29.01.1991)
- Новиков, Феликс Аронович (1927—2022), советский российский архитектор (Указ от 23.04.1991)
- Монтахаев, Калдыбай Жумагалиевич (1950—2008), казахский архитектор (Указ от 22.07.1991)
- Покровский, Игорь Александрович (1926—2002), советский российский архитектор и художник (Указ от 23.10.1991)
- Рочегов, Александр Григорьевич (1917—1998), советский российский архитектор (Указ от 23.10.1991)